# Dakota City (Iowa)
Dakota City è un comune (city) degli Stati Uniti d'America e capoluogo della contea di Humboldt nello Stato dell'Iowa. La popolazione era di 843 persone al censimento del 2010.

## Geografia fisica
Dakota City è situata a 42°43′19″N 94°12′01″W (42.721944, -94.200317).
Secondo lo United States Census Bureau, ha un'area totale di 0,78 miglia quadrate (2,02 km²).

## Storia
Dakota City fu progettata nel 1855. Prende il nome dal popolo dei Dakota. Un ufficio postale con il nome di Dakotah fu creato nel 1856, e rinominato Dakota City nel 1924.

## Società

### Evoluzione demografica
Secondo il censimento del 2010, c'erano 843 persone.

### Etnie e minoranze straniere
Secondo il censimento del 2010, la composizione etnica della città era formata dal 96,0% di bianchi, lo 0,1% di afroamericani, lo 0,5% di nativi americani, lo 0,4% di asiatici, l'1,4% di altre etnie, e l'1,7% di due o più etnie. Ispanici o latinos di qualunque etnia erano il 4,2% della popolazione.